# Slægten Gam
Slægten Gam er en adelsslægt, der menes at kunne spores tilbage til år 1444, hvor en Gottfried von Gamm nævnes,[kilde mangler] selvom der senere ikke er nævnt så meget. Han var af den mecklenburgske adelsslægt.
Familien flyttede til Danmark i 1700-tallet. Slægtens stamfædre boede på i Ærøskøbing på Ærø. I begyndelsen havde slægten intet slægtsnavn, senere blev navnet von Gamm ændret til Gam. Gamm betyder Grif på tysk, såvel som på oldnordisk. Griffen er et verdenskendt fabeldyr, som vogter over skatte og store rigdomme.
Slægten har også deres eget våbenskjold.
Litteratur
- Ivan Gam, Slægten Gam, Odense 1989
- Lexicon over adeliche Familier i Danmark, København 1784, Tab. 31, Nr. 28 u. S. 170

| Slægtsnavne | Spire Denne artikel om et slægtsnavn er en spire som bør udbygges. Du er velkommen til at hjælpe Wikipedia ved at udvide den. |